# Chiesa della Madonna della Salute (Verona)
La chiesa della Madonna della Salute, conosciuta anche come Santuario della Madonna della Salute, è la parrocchiale di Madonna di Dossobuono, frazione del Comune di Verona, in provincia e diocesi di Verona; fa parte del vicariato Verona Sud, precisamente dell'Unità Pastorale Santa Lucia.

## Storia
Il paese dove sorge la chiesa, Madonna di Dossobuono, è nato e si è sviluppato inizialmente per volontà di Luigi Borella, orefice veronese del Settecento, residente a San Michele Extra, il quale possedeva novantadue campi nella zona di Santa Lucia e novantasei nell’allora Comune di Dossobuono, dove nel 1735 si era fatto costruire un’abitazione.
Borella, nel 1740, si accorse di una statua della Beata Vergine Maria abbandonata all’interno del chiostro del convento agostiniano della chiesa di Sant’Eufemia in Verona, a quel tempo in restauro. Egli chiese ai frati di poter acquistare quel simulacro per sistemarlo in un capitello costruito nei suoi terreni, nei pressi della casa di Dossobuono, all’incrocio tra la strada della “Rezina” e della “Levà”.
L’anno successivo, il 1741, alcuni ammalati pregarono la Vergine venerata nel capitello e guarirono dalla febbre. Da quell’episodio crebbe la fama taumaturgica dell’immagine sacra, prima nelle zone più vicine, poi fino ad uscire dal territorio veronese.

Il parroco di Dossobuono fu convocato dal Vescovo di Verona, Giovanni Bragadin per spiegare cosa stava succedendo e il prete rispose che il 25 aprile si erano recate al capitello più di cinquemila o seimila persone, con molte persone che hanno ricevuto grazie legate a malattie o altre infermità.
Nel 1747 Borella domandò alle autorità il permesso di trasformare il capitello in oratorio. Le autorità civili diedero il loro assenso, mentre per la concessione da parte dell’autorità ecclesiastica servì più tempo, tanto che fu Giobatta Borella, il figlio quintogenito di Luigi, nel 1793, ottenute le autorizzazioni, a incaricare l’architetto veronese Luigi Trezza di progettare il luogo di culto.

I lavori ebbero inizio il 25 marzo 1794 e terminarono i primi di settembre del 1801, risultando una chiesa a croce greca.
La devozione verso la Vergine Maria, venerata come Madonna della Salute, si diffuse ulteriormente con la concessione di indulgenze particolari da parte del Papa Pio VII e con la fine dell’epidemia di colera nel 1836, attribuita all’intercessione della Madonna.
Tra il 1840 e il 1842 fu costruita la sacrestia, mentre la facciata fu ricostruita nel 1912.

Successivamente, tra il 1926 e il 1927, si ampliò il presbiterio arretrando il muro di fondo di un metro e sessanta centimetri, mentre tra il 1936 e il 1937 la sacrestia fu trasformata in vano ad uso della chiesa e fu arretrato l’altare maggiore di tre metri e mezzo.

Dieci anni dopo, tra il 1946 e il 1947, l’intero edificio fu restaurato e ristrutturato con la costruzione del nuovo altare maggiore, con la collocazione delle balaustre, il rifacimento del pavimento, la tinteggiatura interna, il restauro della copertura interna ed esterna.

Un ulteriore intervento vi fu nel 1956, su progetto dell’ingegnere Enea Ronca, che comportò la costruzione della nuova sacrestia e l’ampliamento del braccio alla sinistra dell’altare, realizzando uno spazio per i fedeli simmetrico a quello ricavato tra il 1936 e il 1937, portando così la chiesa ad avere una pianta a tau.
Il 30 maggio 1972 il santuario diventò chiesa parrocchiale, con il territorio smembrato dalle parrocchie di Dossobuono e di Santa Lucia Extra.
Nel 1979 e nel 2006, quest’ultimo con progetto dell’architetto Matteo Coltro, furono compiuti lavori di restauro dell’edificio.

## Descrizione

### Esterno
La facciata, rivolta a nordovest, in stile neoclassico, rivestita in calcare nummulitico, presenta al centro un portale con timpano curvilineo. Sopra di esso vi è un oculo ellittico decorato con ghirlande, mentre due paraste di ordine tuscanico sostengono la trabeazione su cui vi è l’iscrizione ‘’SALUTI INFIRMORUM DICATUM’’.

Ai lati della facciata, più arretrati, due prospetti ciascuno con nicchia contenente una statua.

La facciata viene chiusa da un timpano triangolare, con oculo centrale, che presenta ai vertici tre statue raffiguranti le Virtù teologali.

### Interno
La chiesa aveva una pianta a croce greca, nel XX secolo trasformata a croce a tau.

Il nucleo centrale, neoclassico, ha base ottagonale; su di esso si innestano due spazi a pianta rettangolare che corrispondono all’aula, con piccolo vestibolo d’ingresso protetto da una cancellata in ferro battuto e da due balaustre del XVIII secolo, e il presbiterio, rialzato di due gradini e con abside a fondo piatto.

Ai lati del presbiterio si trovano, divisi da due arcate a tutto sesto, due spazi per i fedeli ricavati nel tempo.
Il prospetto interno dell’edificio presenta lesene con capitelli ionici che sostengono la trabeazione che percorre il perimetro dell’aula e del presbiterio. Quattro statue di angeli che reggono alcuni simboli della Passione di Gesù (Croce, corona di spine, il velo della Veronica e il titulus crucis), all’interno di nicchie, sono presenti nell’aula ottagonale.
Lungo le pareti dell’aula, intonacate e tinteggiate si trovano l’altare del Crocifisso a destra e quello di San Giuseppe a sinistra, entrambi in marmi policromi ed entrambi fatti costruire da Antonio Toffaloni, il quale li volle in origine dedicare al suo Santo protettore, Sant'Antonio Abate e al Santo di cui portava il nome suo padre, San Giobbe.

Della statua di Sant’Antonio si sa che il Vescovo di Verona Giuseppe Grasser, a causa del suo aspetto, ordinò di rimuoverla dall’altare che, per suo volere, fu dedicato a San Giuseppe.

Di San Giobbe rimane una tela appesa nel transetto di sinistra raffigurante Giobbe rimproverato dalla moglie, attribuita al pittore veronese Giambattista Belotti, vissuto tra il 1667 e il 1730, e acquistata dal Toffaloni per la chiesa.
La luce naturale, oltre dalle finestre in facciata, è introdotta nel tempio da finestre centinate che si aprono in alto nell’aula e nel presbiterio, sul cui fondo piatto, sempre in alto, presenta una finestra a lunetta con raffigurata la Crocifissione di Gesù.
La copertura della prima parte dell’aula è costituita da una volta a botte, mentre lo spazio centrale presenta una cupola ottagonale.
Il pavimento della navata e dei vani laterali al presbiterio è costituito da quadrotte alternate di marmo rosso Verona e marmo biancone posate a corsi obliqui.
Il presbiterio è rialzato di due gradini in marmo rosso Verona rispetto all’aula, pavimentato con lastre di pietra calcarea bianca e coperto da una volta a botte.

Su di esso spicca l’altare maggiore con la nicchia in tessere di mosaico dorate sopra il tabernacolo che contiene il venerato simulacro della Madonna della Salute. La statua risale al XV secolo e raffigura la Vergine Maria in piedi con uno scettro nella destra e che sorregge il Bambino Gesù con la sinistra, il quale si appoggia dolcemente alla Madre e tiene in mano un pettirosso, simbolo della Passione.
L’intervento di adeguamento liturgico successivo al Concilio Vaticano II ha portato all’introduzione di un altare mobile ligneo verso l’assemblea, della sede sui gradini dell’altare maggiore preconciliare.
Due grandi tele ottocentesche del pittore veronese Francesco Lovato, volute dal rettore del santuario don Luigi Stegagno, raffigurano la Nascita di Maria e l’Annunciazione.
Altra tela da ricordare, risalente all’inizio del XIX secolo, raffigura Luigi Borella che chiede ai monaci agostiniani la statua della Madonna.
Per quanto riguarda gli ex voto, nell’inventario del 1829 erano catalogate settantacinque tavolette dipinte. Oggi ne sono rimaste quarantasette, di cui quattordici settecentesche, trenta ottocentesche e tre del XX secolo.

Le tavolette del XVIII secolo hanno il merito di mostrarci come fosse il capitello nel quale era stata posta il simulacro venerato prima della sua collocazione in chiesa.

## Campanile e campane

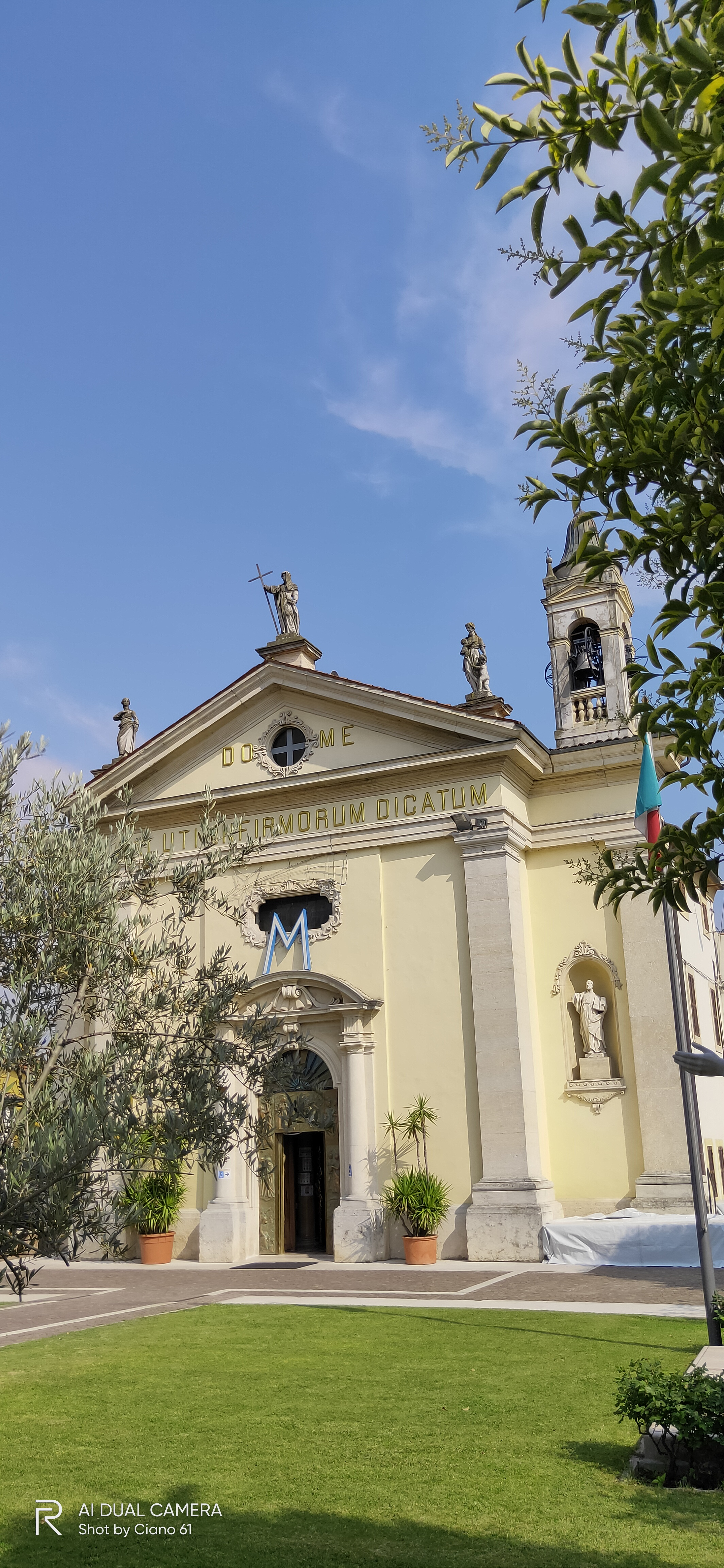
Il campanile, in posizione arretrata rispetto alla facciata.

Il campanile, barocco, addossato al fianco destro della chiesa, ha base quadrata e un fusto slanciato.

La cella campanaria presenta una monofora con arco a tutto sesto e balaustrata per lato, mentre la copertura, sui cui svetta una Croce metallica, è costituita da un cupolino in rame, con agli angoli quattro pinnacoli in pietra con Croce in ferro.
Il concerto campanario presente oggi sulla torre è composto da 6 campane in DO4, montate veronese e suonabili manualmente.

Questi i dati del concerto:
1 – DO4 – diametro 713 mm - peso 218 kg - fusa nel 1989 da De Poli di Revine Lago (TV).
2 – RE4 – diametro 633 mm - peso 150 kg - fusa nel 1989 da De Poli di Revine Lago (TV).
3 – MI4 – diametro 563 mm – peso 104 kg - fusa nel 1989 da De Poli di Revine Lago (TV).
4 – FA4 – diametro 535 mm – peso 89 kg - fusa nel 1989 da De Poli di Revine Lago (TV).
5 – SOL4 – diametro 470 mm – peso 62 kg – fusa nel 1989 da De Poli di Revine Lago (TV).
6 – LA4 – diametro 411 mm – peso 43 kg – fusa nel 1989 da De Poli di Revine Lago (TV).

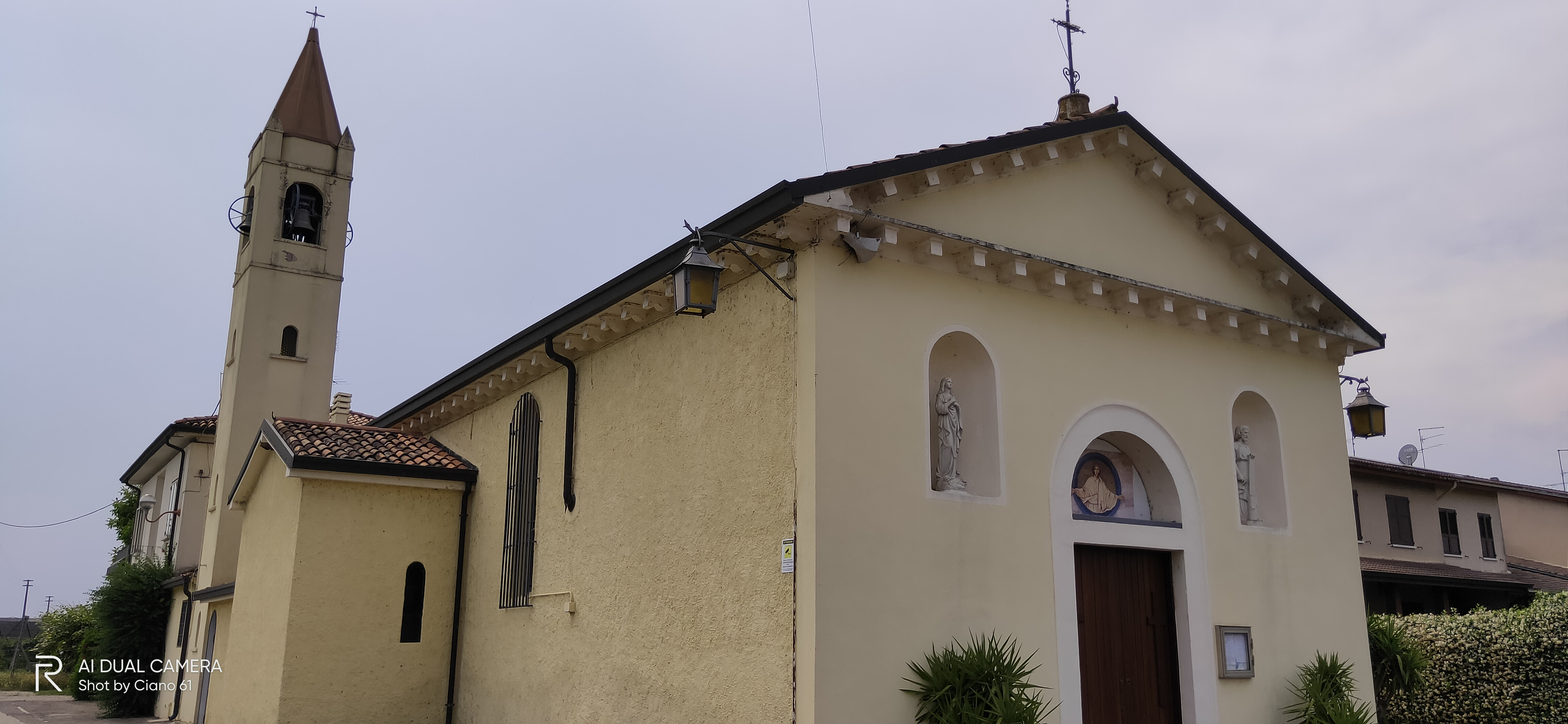
Il vecchio concerto a cinque campane oggi si trova nel campanile della parrocchiale di Caluri di Villafranca di Verona.

Il suonatore di campane Pietro Sancassani riporta che in precedenza erano presenti quattro piccole campane, che nel 1929 furono rifuse per averne cinque, di cui la maggiore era di 137 kg e la minore di 45, tanto che lo definisce ‘’uno dei nostri più piccoli concerti’’.

Il concerto attuale, fuso nel 1989, non è una rifusione del precedente, il quale oggi si trova sul campanile della chiesa parrocchiale di Sant’Antonio di Padova in Caluri di Villafranca di Verona.